# 32. Division (Japanisches Kaiserreich)
Die 32. Division (jap. 第32師団, Dai-sanjūni Shidan) war eine Division des Kaiserlich Japanischen Heeres, die 1939 aufgestellt und 1945 aufgelöst wurde. Ihr Tsūshōgō-Code (militärischer Tarnname) war Ahorn-Division (楓兵団, Kaede-heidan) bzw. Kaede 4250 bzw. Kaede 4251.

## Geschichte der Einheit
Die 32. Division wurde am 7. Februar 1939 unter dem Kommando von Generalleutnant Kimura Heitarō als Typ B „Standard“ Division als Triangulare Division aufgestellt und bestand aus der 32. Infanterie-Brigade (210., 211. und 212. Regiment) sowie der 32. Tanketten-Kompanie, dem 32. Feldartillerie-Regiment und dem 32. Pionier- und Transport-Regiment. Das Hauptquartier der ca. 20.000 Mann starken Division lag in Tokio, Kaiserreich Japan.

### Zweiter Japanisch-Chinesischer Krieg
Die Division wurde im Mai 1939 nach ihrer Aufstellung auf den Kriegsschauplatz des Zweiten Japanisch-Chinesischen Krieges verschifft. Dort wurde sie hauptsächlich im Süden der Shandong-Provinz als Garnisonseinheit im Hinterland zur Partisanenbekämpfung eingesetzt und unterstand der 12. Armee. Am 22. Oktober 1940 übernahm Generalleutnant Ide Tetsuzō das Kommando über die Division. Ide wurde am 8. Oktober 1942 von Generalleutnant Ishii Yoshio abgelöst.

### Pazifikkrieg
Im April 1944 befahl das Daihon’ei Verstärkungen auf die Philippinen (14. Armee), um der drohenden Landung der Alliierten zu begegnen. Dazu wurde in Shanghai ein Schiffskonvoi zusammengestellt, der Take-Ichi-Konvoi (dt. „Schiffsverband Bambus Eins“) genannt wurde und aus 10 Kriegsschiffen, 2 U-Booten und 15 Truppentransportern bestand. Ziel war es, die 32. Division nach Mindanao und den Kern der 35. Division ins westliche Neuguinea zu transportieren.
Mittels abgefangener Funksprüche konnte das amerikanische U-Boot Jack den Konvoi am Morgen des 26. April nordwestlich der Küste von Luzon aufspüren und kurz darauf den als Heeres-Transporter genutzten Frachtdampfer Yoshida Maru No. 1 (5.245 BRT) torpedieren. Auf dem Schiff befand sich ein komplettes Regiment der 32. Division, das 210. Infanterieregiment. Das Schiff sank gegen 6:00 Uhr morgens innerhalb weniger Minuten. Von den insgesamt 2.669 Menschen an Bord (darunter 2.586 Soldaten des betreffenden Regimentes sowie 83 Besatzungsangehörige) konnte niemand gerettet werden. Die verbliebenen japanischen Schiffe setzten ihre Fahrt fort und erreichten ohne weitere Zwischenfälle am 29. April Manila.
Das Ziel der 32. Division änderte sich während der Fahrt von Shanghai nach Manila. Das Große Hauptquartier befürchtete, dass die zunehmende Schwierigkeit, Truppen an die Front zu transportieren, dazu führen könnte, dass die geplanten Verstärkungen die „absolute Zone der Nationalen Verteidigung“ nicht in voller Stärke vor den alliierten Truppen erreichen. Daher sollte die Division die 2. Armee im westlichen Neuguinea und dem östlichen Teil Niederländisch-Indiens verstärken. Diese stand nach Meinung des Großen Hauptquartiers unter einer unmittelbareren Angriffsgefahr als die Truppen auf Mindanao, wo die Division ursprünglich anlanden sollte.
Am 6. Mai entdeckte die USS Gurnard den Geleitzug in der Celebessee nahe der nordöstlichen Spitze Sulawesis. Das Boot griff die japanischen Transporter an und traf mit drei Torpedofächern drei von ihnen. Durch die Angriffe der Gurnard sanken die Transportschiffe Aden Maru und Tajima Maru sowie das Frachtschiff Tenshinzan Maru. Trotz der eingeleiteten Rettungsmaßnahmen kamen 1.290 Menschen bei den Angriffen ums Leben und große Mengen Material gingen verloren. Aufgrund seiner schweren Verluste erhielt der Take-Ichi-Konvoi den Befehl, Halmahera anzulaufen, anstatt weiter Richtung Neuguinea zu fahren. Er erreichte die Insel ohne weitere Zwischenfälle am 9. Mai. Beide Divisionen gingen dort von Bord, bevor die Schiffe am 13. Mai den Rückmarsch nach Manila antraten, wo sie ohne Verluste am 20. Mai eintrafen.

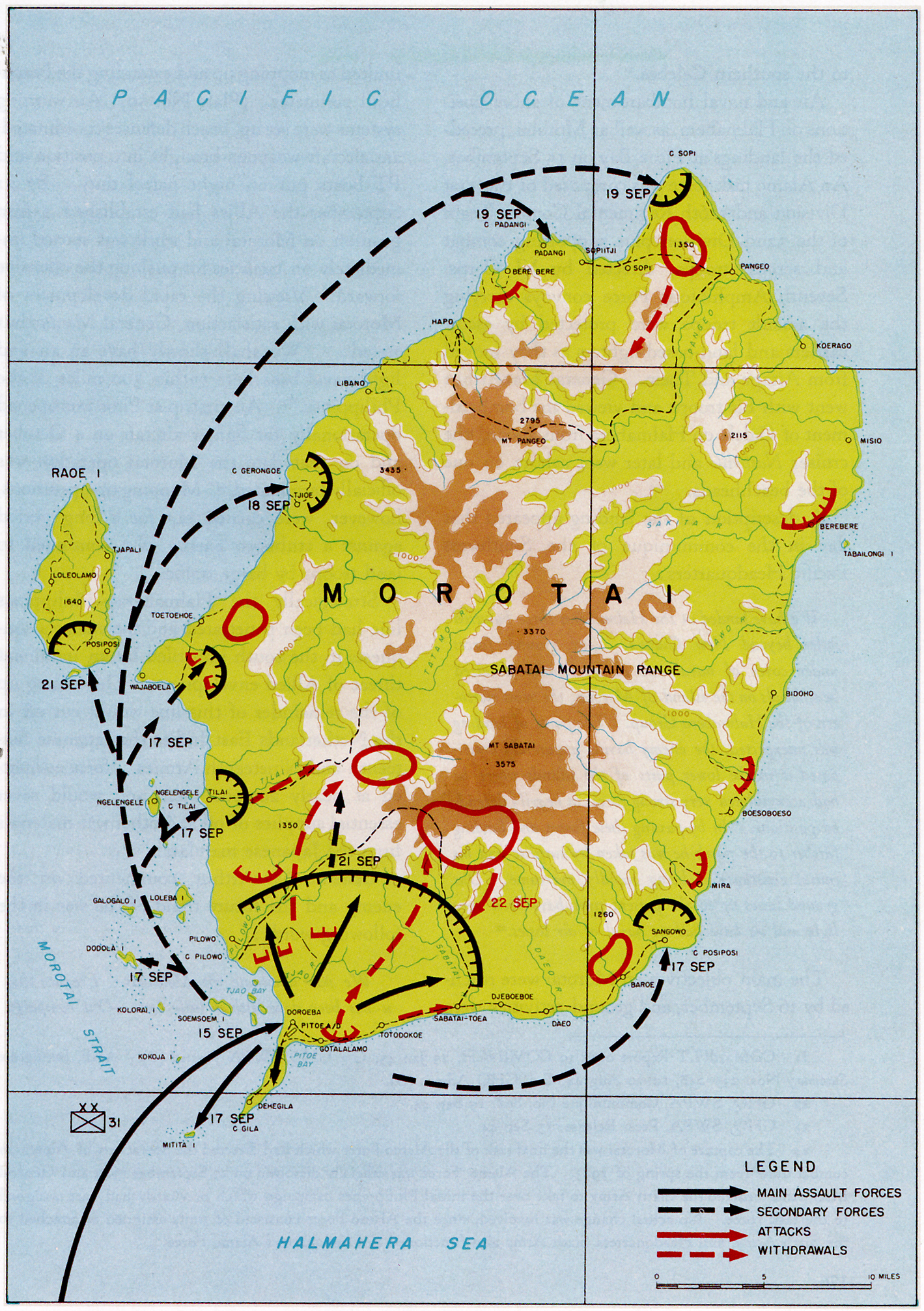
Kampfverlauf während der Schlacht um Morotai, September bis Oktober 1944.

Nach der Ankunft auf Halmahera befahl Generalleutnant Ishii zwei Bataillone des 211. Regiments auf Morotai, einer zu Halmahera nahe gelegenen Insel, um diese vor einer alliierten Landung zu schützen. Im Juli 1944 wurden die beiden Bataillone wieder zurück auf Halmahera beordert und die 2. Provisorische Sturmeinheit unter Major Kawashima Teknobu übernahm die Verteidigung Morotais.
Am 15. September 1944 erschien vor Morotai eine aus 80 alliierten Schiffen bestehende Landungsflotte und landete eine Infanteriedivision an. Da die 2. Provisorische Sturmeinheit quantitativ und qualitativ hoffnungslos unterlegen war beorderte Ishii das 211. und 212. Regiment sowie die 10. Expeditionseinheit nach Morotai. Ziel war, das von den Alliierten auf Morotai angelegte Flugfeld zu zerstören, das unmittelbar die japanische Verteidigung auf den Philippinen bedrohte.
Am 26. und 27. September landeten die japanischen Truppen auf Morotai. Diese stießen bereits kurz nach der Landung auf amerikanische Patrouillen, die sie zwangen, anstatt auf den Strand nahen Pfaden vorzustoßen, in den Dschungel auszuweichen. Dadurch verzögerte sich die Vereinigung der gelandeten Verstärkung mit den bereits auf der Insel befindlichen Kräften denn diese benötigen drei Wochen, um sich durch den Dschungel zur 2. Provisorischen Sturmeinheit durchzuschlagen. Inzwischen hatte diese gelegentliche Nachtangriffe gegen das amerikanische Flugfeld durchgeführt, die jedoch geringen Erfolg hatten. General Numada, Befehlshaber der 2. Regionalarmee, waren die Nachtangriffe nicht ausreichend genug und am 8. Oktober gab er per Funk an Generalleutnant Ishii folgende Anweisung:

„Der Feind hat offensichtlich keine Absichten, auf anderen Inseln der Molukken ausser als auf Morotai zu landen. Deswegen ist es für die 32. Division unerlässlich, sämtliche verfügbaren Einheiten gegen den Feind auf Morotai einzusetzen und diesen zu vernichten. Das Minimalziel muss sein, den feindlichen Stützpunktausbau zu behindern und seine Kräfte zu dezimieren.“

Die 32. Division konnte in Folge zwar Einbrüche in den Perimeter um das Flugfeld auf Morotai erzielen, konnte jedoch deren Nutzung nicht verhindern.
Ab Dezember 1944 unternahm das 136. Regiment der amerikanischen 33rd Infantry Division Angriffe auf die verbliebenen japanischen Truppen und zwang diese in verlustreichen Dschungelkämpfen ins Innere der Insel. Dabei fielen 870 Japaner und zehn konnten gefangen genommen werden. Amerikanische Verluste lagen bei 46 Gefallenen und 127 Verwundeten.
Ab April 1945 unternahm die amerikanische 93rd Infantry Division Angriffe gegen die Reste der 32. Division, die zu diesem Zeitpunkt nur noch ca. 600 Mann zählte. Die Versorgung erfolgte über leichte Schiffe, die von Halmera Nachschub brachten. Ab Mai unterbanden amerikanische PT-Schnellboote die Anlandung von Versorgungsgütern endgültig. Am 2. August konnte eine US-Patrouille Oberst Ōuchi Kisō, Befehlshaber des 211. Infanterieregiments, gefangen nehmen. Ōuchi war einer der ranghöchsten japanischen Offiziere, die vor der japanischen Kapitulation in Gefangenschaft geriet. Die restlichen Japaner auf Morotai ergaben sich im August 1945 den Amerikanern.
Nach dem 15. August, dem Ende der Kampfhandlungen, wurde Generalleutnant Ichii nach Morotai zur Unterzeichnung der verbliebenen Truppen auf Halmera gebracht. Die formelle Unterzeichnung der Kapitulation erfolgte am 2. September 1945.

## Gliederung
Im Februar 1939 erfolgte die Aufstellung als triangulare Typ B-„Standard“-Division wie folgt:
- 32. Infanterie-Divisions-Stab (350 Mann)
  - 32. Infanterie-Brigade-Stab (100 Mann)
    - 210. Infanterie-Regiment (3845 Mann)
    - 211. Infanterie-Regiment (3845 Mann)
    - 212. Infanterie-Regiment (3845 Mann)

  - 32. Tanketten-Kompanie (100 Mann)
  - 32. Feldartillerie-Regiment (2100 Mann; 36 75-mm-Feldgeschütze Typ 90)
  - 32. Pionier-Regiment (956 Mann)
  - 32. Signal-Einheit (240)
  - 32. Transport-Regiment (1810 Mann)
  - 32. Versorgungs-Kompanie (110 Mann)
  - 32. Feldhospital (Zwei Feldhospitäler mit jeweils 250 Mann)
  - 32. Wasserversorgungs- und -aufbereitungs-Einheit (235 Mann)
  - 32. Veterinär-Hospital (114 Mann)
  - 32. Sanitäts-Einheit (1110 Mann)

Gesamtstärke: 19.260 Mann

## Führung
Divisionskommandeure
- Kimura Heitarō, Generalleutnant: 9. März 1939 – 22. Oktober 1940
- Ide Tetsuzō, Generalleutnant: 22. Oktober 1940 – 8. Oktober 1942
- Ishii Yoshio, Generalleutnant: 8. Oktober 1942 – August 1945